# スタンピード (ドゥービー・ブラザーズのアルバム)
『スタンピード』（Stampede）は、アメリカ合衆国のロック・バンド、ドゥービー・ブラザーズが1975年に発表した5作目のスタジオ・アルバム。

## 解説
以前のアルバムでもサポート・メンバーとして参加していたジェフ・バクスターが正式メンバーとして参加し、バンドはトリプル・ギター編成となった。また、ライ・クーダーやマリア・マルダー等がゲスト参加している。「君の胸に抱かれたい」は、キム・ウェストンが1965年にシングル・ヒットさせた曲のカヴァーで、ウェストンのヴァージョンは全米50位、R&Bシングル・チャートで4位を記録している。
トム・ジョンストンは本作のリリース前に入院したため、本作に伴うツアーではジョンストンの代わりにマイケル・マクドナルドが参加した。
本作はBillboard 200で4位に達し、前作『ドゥービー天国』（1974年）に続くトップ5入りを果たした。本作からの第1弾シングル「君の胸に抱かれたい」はBillboard Hot 100で11位に達してキム・ウェストンのヴァージョンの記録を上回り、その後、「スウィート・マキシン」は全米40位、「ハングマン」は全米60位に達した。

## 収録曲
特記なき楽曲はトム・ジョンストン作。5.および8.はインストゥルメンタル。
1. スウィート・マキシン - "Sweet Maxine" (Tom Johnston, Patrick Simmons) - 4:26
2. ニールのファンダンゴ - "Neal's Fandango" (P. Simmons) - 3:16
3. テキサス・ララバイ - "Texas Lullaby" - 5:00
4. ミュージック・マン - "Music Man" - 3:28
5. スラック・キー・ソキュアル・ラグ - "Slack Key Soquel Rag" (P. Simmons) - 1:50
6. 君の胸に抱かれたい - "Take Me in Your Arms (Rock Me a Little While)" (Holland–Dozier–Holland) - 3:39
7. ハングマン - "I Cheat the Hangman" (P. Simmons) - 6:38
8. プレシー - "Précis" (Jeffrey Baxter) - 0:56
9. レイニー・デイ・クロスロード・ブルース - "Rainy Day Crossroad Blues" - 3:45
10. おまえに首ったけ - "I Been Workin' on You" - 4:22
11. ダブル・ディーリン・フォア・フラッシャー - "Double Dealin' Four Flusher" (P. Simmons) - 3:30

## 参加ミュージシャン
- トム・ジョンストン - ボーカル、ギター
- パトリック・シモンズ - ボーカル、ギター
- ジェフ・バクスター - ギター、スティールギター
- タイラン・ポーター - ボーカル、ベース
- ジョン・ハートマン - ドラムス
- キース・ヌードセン - ドラムス、ボーカル

アディショナル・ミュージシャン
- ビル・ペイン - キーボード
- ライ・クーダー - スライドギター (#9)
- マリア・マルダー - ボーカル (#7)
- カール・ヒンメル - ドラムス、パーカッション (#10)
- コンテ・カンドリ - トランペット (#7)
- ピート・カンドリ - トランペット (#7)
- ボビー・ホール - コンガ (#6)
- ヴィクター・フェルドマン - マリンバ、パーカッション
- シャーリー・マシューズ - バッキング・ボーカル (#6, #10)
- ヴェネッタ・フィールズ - バッキング・ボーカル (#6, #10)
- ジェシカ・スミス - バッキング・ボーカル (#6, #10)
- カーティス・メイフィールド - ストリングス・アレンジ、ホーン・アレンジ
- ポール・ライザー - ストリングス・アレンジ、ホーン・アレンジ
- ニック・デ・カロ - ストリングス・アレンジ、ホーン・アレンジ